# Cheswold
Cheswold est une ville américaine située dans le comté de Kent, dans l'État du Delaware.

## Démographie
Selon le recensement de 2010, Cheswold compte 1 380 habitants. La municipalité s'étend sur 1,29 milles carrés (3,34 km2).
| 1890 | 1900 | 1910 | 1920 | 1930 | 1940 |
| ---- | ---- | ---- | ---- | ---- | ---- |
| 129  | 201  | 223  | 287  | 211  | 232  |

| 1950 | 1960 | 1970 | 1980 | 1990 | 2000 |
| ---- | ---- | ---- | ---- | ---- | ---- |
| 292  | 281  | 286  | 269  | 321  | 313  |

| 2010  | - | - | - | - | - |
| ----- | - | - | - | - | - |
| 1 380 | - | - | - | - | - |